# Farnern
Farnern es una comuna suiza del cantón de Berna, situada en el distrito administrativo de Alta Argovia. Limita al norte con las comunas de Herbetswil (SO), Aedermannsdorf (SO) y Matzendorf (SO), al este con Rumisberg, y al sur y buena parte del oeste con Attiswil, y al oeste con Günsberg (SO).
Hasta el 31 de diciembre de 2009 situada en el distrito de Wangen.